# Takelsa
Takelsa (in arabo تاكلسة‎?) è una municipalità tunisina. Fa parte del governatorato di Nabeul.
Takelsa si trova sul golfo di Tunisi. L'economia locale è basata sulla viticoltura (vino e uva da tavola).